# 東三国山
東三国山（ひがしみくにやま）は、北海道の常呂郡置戸町と足寄郡陸別町と足寄郡足寄町の3町にまたがる標高1,230.0mの山である。山頂には二等三角点「幌加美里」が設置されている。

## 概要
石狩山地を構成する東大雪の最東端に位置する山で、南には北稜岳・喜登牛山が連なる。
元々は三国境が近くに2つあり、そのうちの東側を「東三国山」と名付けたという説がある。三国山は北見国・石狩国・十勝国の3国の境であるのに対し、東三国山は北見国・釧路国・十勝国の3国の境であった。昔は陸別町が釧路国であったことと、足寄町の東三国山がある方は足寄町が合併する前の西足寄町の町域であり、十勝国に属していた。

## 登山
東三国山への登山道はないが付近にある北稜岳への登山道が整備されていることもあり無雪期に訪れる人も少なくない。主なルートは、置戸町側のウコオビ川から遡上するルートもしくは北稜岳登山口から965m標高点を経て尾根を登り主稜線を伝って山頂を目指すルートを取る人が多い。